# عین دارة
عین دارة یک منطقهٔ مسکونی در سوریه است که در استان حلب واقع شده‌است.

## خصوصیات
عین دارة ۲۴۸ نفر جمعیت دارد.